# Acadèmia Austríaca de Ciències
L' Acadèmia Austríaca de Ciències (en alemany Österreichische Akademie der Wissenschaften, amb l'acrònim ÖAW) és una entitat jurídica sota la protecció especial de la República d'Àustria. Segons els estatuts de l'Acadèmia la seva missió és promoure les ciències i les humanitats en tots els aspectes i en cada camp disciplinari, particularment en la recerca fonamental. L'any 2019, l'Acadèmia Austríaca de Ciències estava posicionada com la número 61 entre les 300 millors institucions de recerca del món, segons el Ranquing Web de Centres de Recerca, fet a partir de les citacions a Google Scholar.

## Història
En 1713, Gottfried Wilhelm Leibniz va proposar la creació d'una Acadèmia, inspirant-se en la Societat Real i l'Académie des Ciencies. Finalment, la Kaiserliche Akademie der Wissenschaften in Wien va ser instaurada mitjançant la Patent Imperial del 14 de maig de 1847.
L'Acadèmia Austríaca de Ciències va iniciar aviat les seves recerques. A l'àrea de les humanitats l'Acadèmia va començar investigant i publicant importants estudis històrics sobre Àustria. La recerca en les ciències naturals també va desenvolupar una gran varietat de temes.
La llei federal de 1921 va garantir les bases legals de l'Acadèmia durant la fundació de la Primera República Austríaca. I a partir de mitjans de la dècada de 1960 es va convertir en la principal institució en el camp de la recerca bàsica no universitària.
L'Acadèmia també és una societat per a la formació de postgraduats, i entre els seus membres hi ha personatges notables com Christian Doppler, Theodor Billroth, Anton Eiselsberg, Eduard Suess, Ludwig Boltzmann, Paul Kretschmer, Hans Horst Meyer, Roland Scholl, Julius von Schlosser, o els guanyadors de Premi Nobel, Julius Wagner-Jauregg, Victor Hess, Erwin Schrödinger i Konrad Lorenz.

## Divisions i Institucions
L'Acadèmia està dividida en dues àrees:
- Divisió d'Humanitats i Ciències socials
- Divisió de Matemàtiques i Ciències naturals

D'aquestes divisions depenen vint-i-set instituts i centres de recerca, entre els quals cal destacar:
- Österreichisches Archäologisches Institut (ÖAI) (Institut Austríac d'Arqueologia)
- Institut für Interdisziplinäre Gebirgsforschung (IGF) (Institut de Recerca Interdisciplinària de Muntanya)
- Institut für Quantenoptik und Quanteninformation (IQOQI) (Institut d'Òptica Quàntica i Informació Quàntica)
- Institut für Hochenergiephysik (HEPHY) (Institut de Física d'Altes Energies)
- Forschungszentrum für Molekulare Medizin (CEMM) (Centre de Recerca en Medicina Molecular)
- Institut für Schallforschung (ARI) (Institut de Recerca Acústica).